# Колібрі-аметист рудочеревий
Колі́брі-амети́ст рудочеревий (Philodice mitchellii) — вид серпокрильцеподібних птахів родини колібрієвих (Trochilidae). Мешкає в Панамі, Колумбії і Еквадорі. Вид названий на честь англійського зоолога і ілюстратора Девіда Вільяма Мітчелла.

## Опис

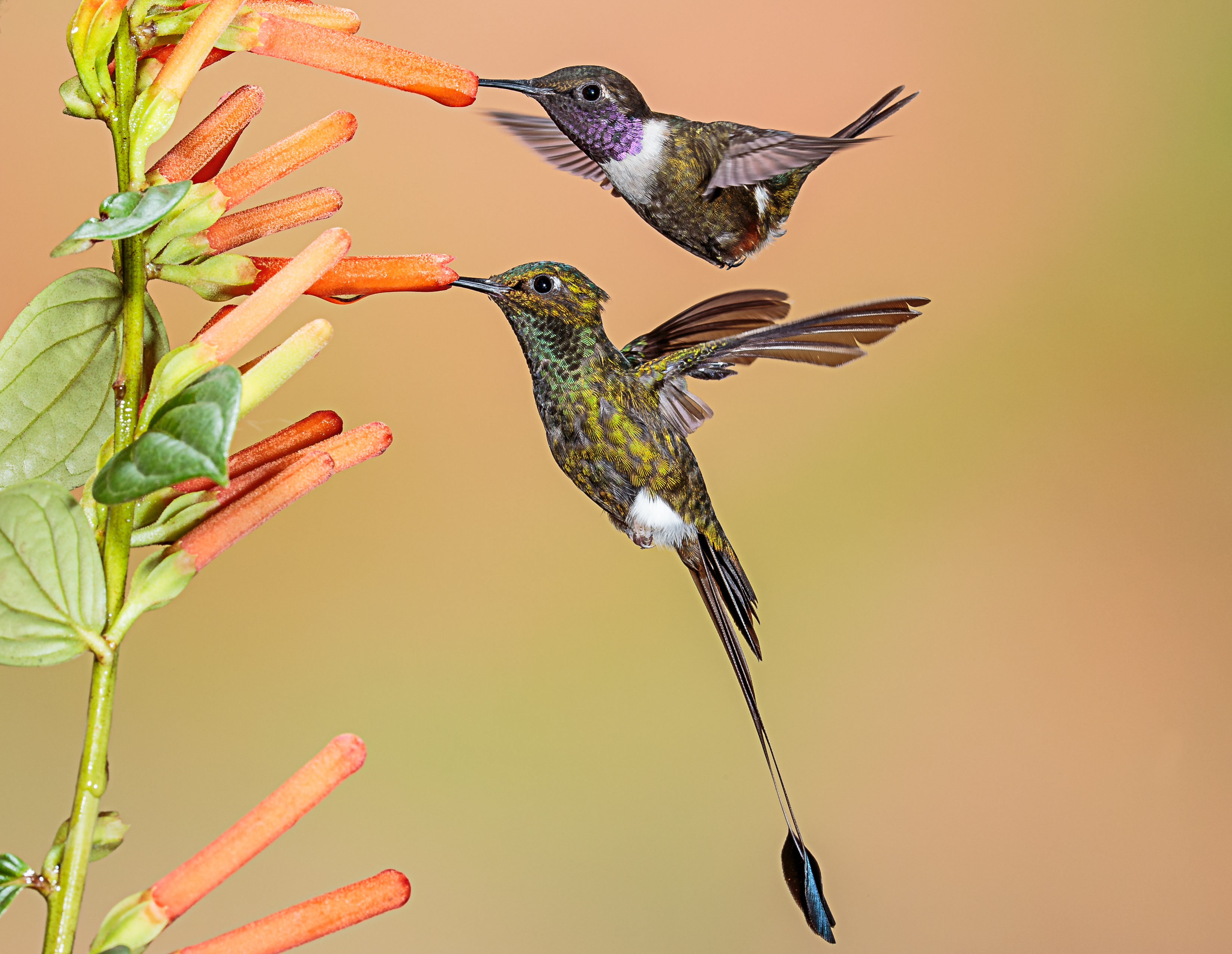
Віхтьохвостий колібрі-пухоніг (зверху) і рудочеревий колібрі-аметист (знизу)

Довжина птаха становить 6,8-7,6 см, вага 3-3,3 г. У самців верхня частина тіла темно-бронзово-зелена, за очима білі плямки, на надхвісті з боків є білі плямки. На горлі блискуча рожево-фіолетова пляма, окаймлена з боків білими смугами. Нижня частина грудей темно-бронзова, живіт і боки руді. Під крилами є великі білі плями, помітні в польоті. Хвіст відносно довгий, роздвоєний, бронзово-фіолетовий. Дзьоб короткий, прямий, чорний, довжиною 15 мм.
У самиць верхня частина тіла така ж, як у самців, за очима у них вузькі білі смуги. Горло у них рудувато-біле, поцятковане темними плямам, біла смуга на грудях менш чітка, решта нижньої частини тіла рудувата. Хвіст коричнюватий з широкою чорною смугою на кінці. 

## Поширення і екологія
Рудочереві колібрі-аметисти мешкають в горах Західного хребта Анд в Колумбії і Еквадорі, на півночі Центрального хребта Колумбійських Анд, а також на крайньому заходу Панами, на південних схилах гори Серро-Пірре. Вони живуть у вологих гірських і хмарних тропічних лісах і на узліссях. Зустрічаються на висоті від 1000 до 2400 м над рівнем моря. Під час негніздового періоду частина високогірних популяцій мігрує на більш низьку висоту.
Рудочереві колібрі-аметисти живляться нектаром різноманітних квітучих дерев, зокрема з родів Cordia і Inga, квітучих чагарників та інших рослин, а також дрібними безхребетними, яких ловлять в польоті. Самці захищають кормові території. Гніздування на заході Колумбії триває з грудня по травень. Гніздо чашоподібне, робиться з тонких рослинних волокон і павутиння, розміщується на товстій гілці високого дерева, на висоті від 8 до 12 м над землею. В кладці 2 яйця, інкубаційний період триває 15-17 днів.